# 아시안 하이웨이

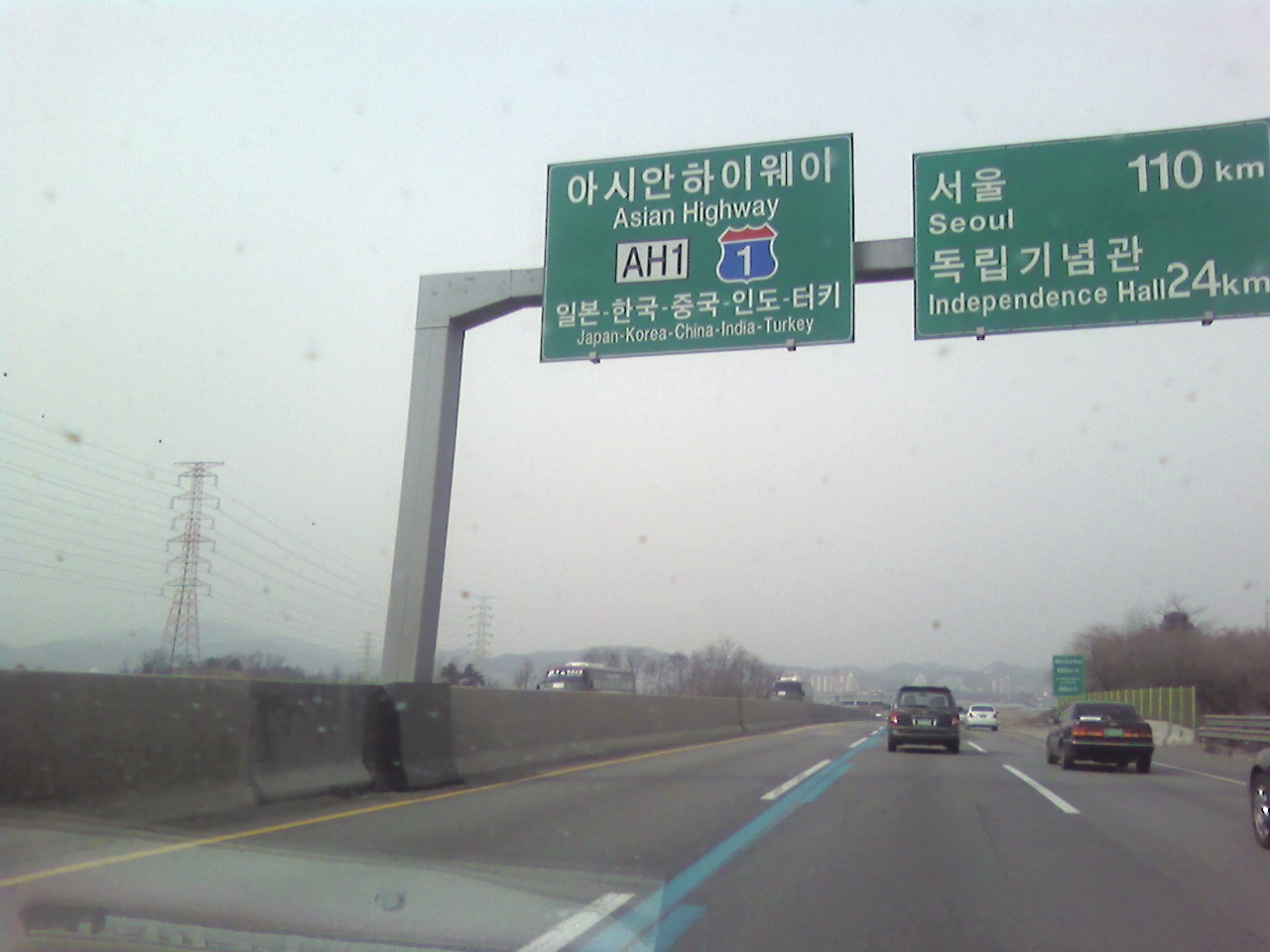
대한민국의 경부고속도로에 설치된 표지판

아시안 하이웨이(Asian Highway)는 아시아 32개국을 횡단하는 전체 길이 약140,000km에 이르는 간선도로이다. 유엔의 아시아 태평양 경제 사회 위원회(Economic and Social Commission for Asia and the Pacific, ESCAP)에서 추진하고 있다. 1992년 ESCAP에서 승인한 아시아육상교통기반개발계획(Asian Land Transport Infrastructure Development, ALTID)의 세 축 중 하나로, 주로 기존의 도로망을 활용해 현대의 실크로드를 목표로 계획되고 있다. 외교 등 여러 문제가 얽혀 있어 실제 연결까지는 많은 시간이 걸릴 것으로 예상이 된다.

## 연혁

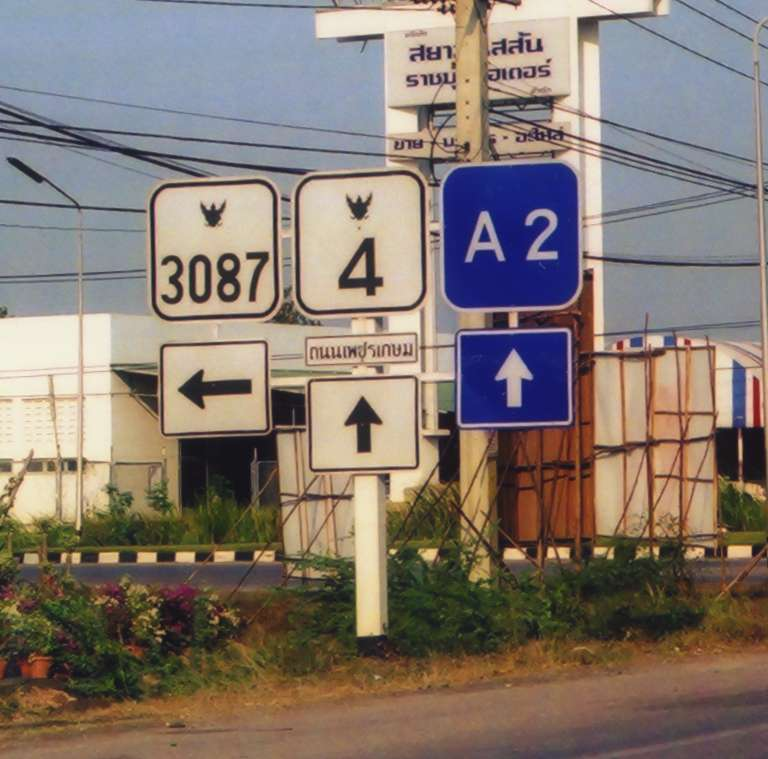
타이의 랏차부리 주에 설치된 아시안 하이웨이 2호선 표지판

아시안 하이웨이 계획은 아시아 지역에 국제 육상 교통 개발을 촉진하기 위해 1959년 유엔에서 시작하였다. 1960년대에서 1970년대까지는 상당한 진척이 이루어졌으나, 1975년 재정적 지원이 중단됨에 따라 발전이 더뎌졌다. ESCAP는 1992년 ALTID의 승인 이후로 여러 개의 계획을 이끌고 있다.
2003년 11월 18일, 아시안 하이웨이 연결에 관한 정부간 협정이 채택되었다. 2004년 4월 중국 상하이에서 열린 60차 ESCAP에서 아시안 하이웨이 연결에 23개국에서 조인하였고, 2007년 기준으로 28개국이 이 계획에 참가하고 있다.
은 도쿄를 출발해 동남아시아, 중앙아시아를 거쳐 불가리아 국경까지 연결될 예정으로, 동남아시아 국가들과 인도, 러시아 사이의 연결의 증진이 기대되고 있다. 도로를 완공하기 위해 현존하고 있는 도로들은 개선될 예정이다. 2007년 기준으로, 250억 달러가 투입되었다.

## 노선망
9개의 간선( ~ )과 그밖의 지선으로 구성되어 있으며, 모든 노선을 합하면 약 60여개가 된다. 대한민국-일본·말레이시아와 인도네시아를 잇는 구간은 해상 구간이어서 카페리로 연결되어 있으나, 대한민국과 일본을 잇는 구간은 한일 해저 터널이 논의가 된 적이 있다.

### 간선
실질적으로 둘 이상의 소지역을 통과하는 아시아 간선도로를 말한다. 괄호 안에 있는 노선은 괄호 직전에 나타나 있는 장소로부터의 지선을 나타낸 것이며, 밑줄이 그어진 부분은 잠재적인 아시아 간선도로 노선을 나타낸다.

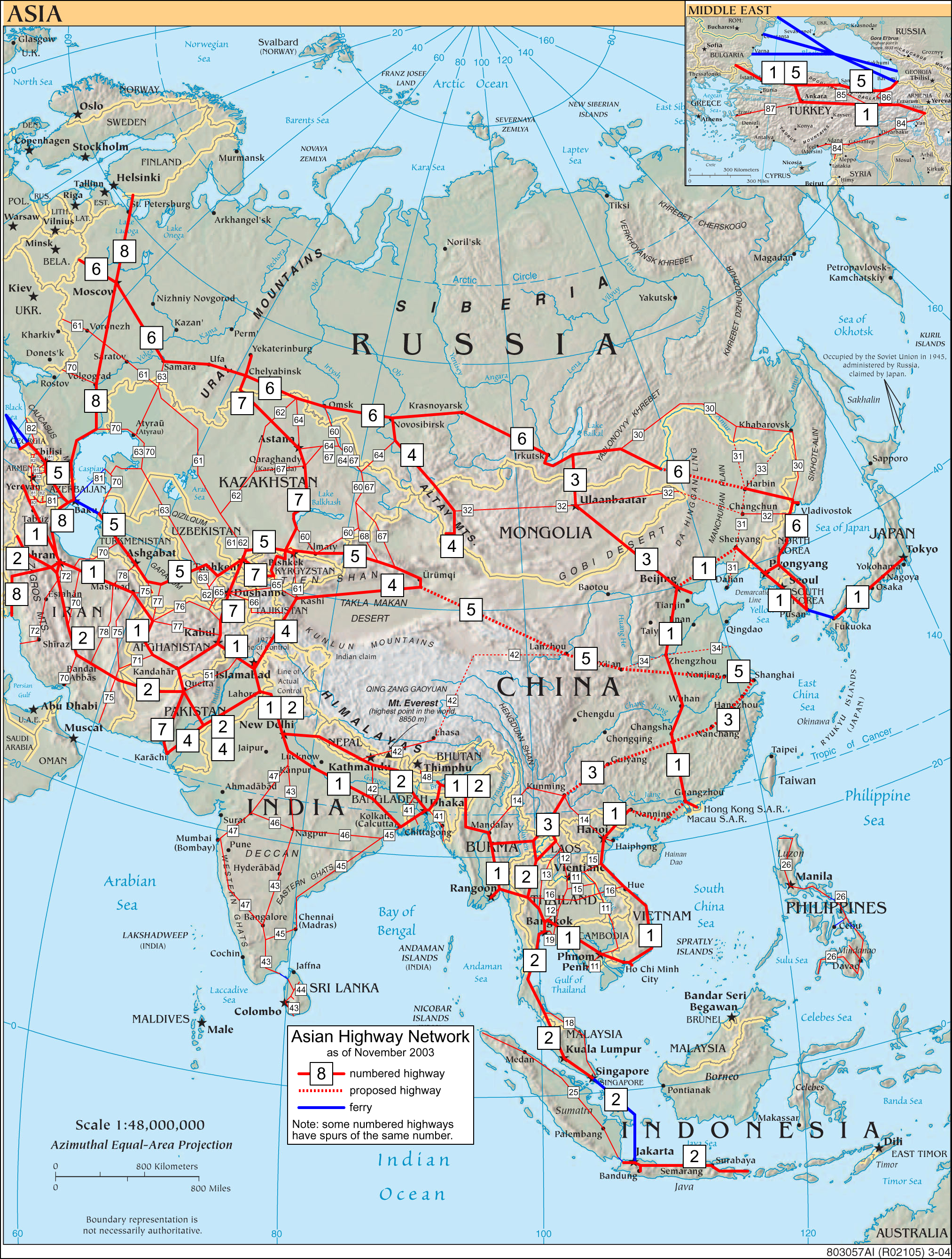
아시안 하이웨이의 전체 노선도

| 노선 번호 | 경로 |
| --------- | --- |
|           | 도쿄 - 후쿠오카 - ferry - 부산 - 울산 - 경주 - 대구 - 대전 - 용인 - 서울 - 파주 - 개성 - 평양 - 신의주 - 단둥 - 선양 - 베이징 - 스자좡 - 정저우 - 신양 - 우한 - 창사 - 샹탄 - 광저우 (- 선전) - 난닝 - 우의관(友誼關) - 동당 - 하노이 - 빈 - 동하 - 후에 - 다낭 - 호이안 - 냐짱 - 비엔호아 (- 붕따우) - 호찌민 - 목바이 - 바베트 - 프놈펜 - 포이페트 - 아란야프라쎄트 - 카빈 부리 - 힌 콩 - 뱅파인 (- 방콕) - 낙혼 - 사완 - 탁 - 매소트 - 미아와디 - 파야기이 (- 양곤) - 메익틸라 - 만달레이 - 타무 - 모레 - 임팔 - 코히마 - 디마푸르 - 나가옹 - 조라바트 (- 구와하티) - 실롱 - 다우키 - 타마빌 - 실렛 - 카치푸르 - 다카 - 제소르 - 베나폴 - 봉가온 - 콜카타 - 바리 - 칸푸르 - 아그라 - 뉴델리 - 아타리 - 와가흐 - 라호레 - 라왈핀디 (- 이슬라마바드) - 하싸나브달 - 페샤와르 - 토르캄 - 카불 - 칸다하르 - 딜라람 - 헤라트 - 이슬람 콸라 - 도그하룬 - 매쉬하드 - 샤브째바르 - 딤한 - 셈난 - 테헤란 - 콰즈빈 - 타브리쯔 - 에이보글리 - 바짜르간 - 구르불락 - 도구바야찌트 - 아스칼레 - 레파히예 - 시바스 - 앙카라 - 게레데 - 이스탄불 - 카피쿨레 - 불가리아 국경 |
|           | 덴파사르 - 수라바야 - 수라카르타 - 세마랑 - 치캄펙 (- 반둥) - 자카르타 (- 메락) - ferry - 싱가포르 - 세나이 우타라 - 세렘반 - 콸라룸푸르 - 부테르워쓰 - 부키트 카유 히탐 - 사다오 - 하트 야이 - 방콕 - 뱅파인 - 나콘 사완 - 택 - 치앙라이 - 매 사이 - 태칠렉 - 키앙통 - 메익틸라 - 만달라이 - 타무 - 모레흐 - 임팔 - 코히라 - 디마푸르 - 나가옹 - 조라바트 (- 구바하리) - 실롱 - 다우키 - 탐마빌 - 실렛 - 카취푸르 - 다카 - 하티캄룰 - 방글라반다 - 실리구리 - 카카르비타 - 파쓸라이야 - 나라얀가트 - 코할프르 - 마헨드라나가 - 브라마데프 만디 - 반바사 - 람푸르 - 뉴델리 - 아타리 - 와가흐 - 라호레 - 물탄 - 로흐리 - 큐에타 - 타프탄 - 미르자베흐 - 쟈헤단 - 케르만 - 아나르 - 야즈드 - 살라프체간 (- 테헤란) - 사베흐 - 하마단 - 코스라비 |
|           | 울란우데 - 캬흐타 - 알탄불라그 - 다르칸 - 울란바타르 - 날라이흐 - 초이어 - 사인샨드 - 자민우드 - 얼롄하오터 - 베이징 - 탕구 상하이 - 항저우 - 난창 - 샹탄 - 구이양 - 쿤밍 - 진홍 (- 달루오 - 몽글라 - 키양 통) - 모한 - 보텐 - 나토이 - 후아이째이 - 치앙 콩 - 치앙 라이 |
|           | 노보시비르스크 - 바르나울 - 타샨타 - 울란바이쉰트 - 호브드 - 야란타이 우르무치 - 카스 - 혼키라프 - 쿤제라브 - 하사나브달 - 라왈핀디 ( - 이슬라마바드) - 라호레 - 물탄 - 로흐리 - 히데라바드 - 카라치 |
|           | 샹하이 - 난징 - 신양 - 시안 - 란저우 - 투루판 - 우루무치 - 쿠이툰 - 징게 - 호르고스 - 알마티 - 카스켈렌 - 코르다이 - 게오르기에브카 - 비쉬켁 - 카라발타 - 찰도바르 - 메르케 - 심켄트 - 지벡졸리 - 체르냐브카 - 타쉬켄트 - 시르다리아 - 사마르칸트 - 나보이 - 부하라 - 알라트 - 파라프 - 투르크메나바트 - 마리 - 테젠 - 아쉬가바트 - 세르다르 - 투르케멘바쉬 - ferry - 바쿠 - 알라트 - 가찌 맘메드 - 간자 - 카자흐 - 레드브리지 - 트빌리시 - 므츠헤타 - 하슈리 - 세나키 - 포티 (- ferry - 불가리아, 루마니아, 우크라이나) - 바투미 (- ferry - 불가리아, 루마니아, 우크라이나) - 사르피 - 사르프 - 트라브존 - 삼순 - 메르지폰 - 게레데 - 이스탄불 - 카피쿨레 - 불가리아 국경 |
|           | 부산 - 경주 - 강릉 - 간성 - 고성 - 원산 ( - 평양) - 청진 - 선봉 - 하산 - 라즈돌노에 (- 블라디보스토크 - 나홋카) - 우수리스크 - 포그라니치니 - 수이펜헤 - 하얼빈 - 치치하얼 - 만조우리 - 자바이칼스크 - 치타 - 울란우데 - 이르쿠츠크 - 크라스노야르스크 - 노보시비르스크 - 옴스크 - 이실쿨 - 카라쿠가 - 페트로파블로브스크 - 치스토 - 페투호보 - 첼랴빈스크 - 우파 - 사마라 - 모스크바 - 크라스노에 - 벨라루스 국경 |
|           | 예카테린부르그 - 첼랴빈스크 - 트로이스크 - 카에락 - 코스타나이 - 아스타나 - 카라간다 - 부루바이탈 - 메르케 - 찰도바르 - 카라발타 - 오쉬 - 안디존 - 타쉬켄트 - 시르다리아 - 하바스트 - 쿠잔트 - 두샨베 - 니즈니판즈 - 쉬르칸 - 폴레훔리 - 디불사르크즈 - 카불 - 칸다하르 - 스펜볼닥 - 챠만 - 큐에타 - 칼라트 - 카라치 |
|           | 핀란드 국경 - 토르피노브카 - 비보르그 - 상트페테르부르크 - 모스크바 - 탐보프 - 보리사글레브스크 - 볼가그라드 - 아스트라한 - 하샤뷰르트 - 마하취칼라 - 카즈말랴르스키 - 사무르 - 숨가이트 - 바쿠 - 알라트 - 빌라수바르 - 아스타라 - 라쉬트 - 콰즈빈 - 테헤란 - 사베흐 - 아흐바즈 - 반다르 에맘 |
|           | 상트페테르부르크 - 모스크바 - 카자흐스탄 - 우루무치시 - 롄윈강시 |

아시안 하이웨이 1호선 ()
도쿄(Tokyo, 일본・기점), 후쿠오카(Fukuoka), (한일 해저터널 계획 백지화로 불투명) 부산(Busan), 서울(Seoul), 평양(Pyongyang), 베이징(Beijing), 창사(Changsha), 광둥(Guangdong), 하노이(Hanoi), 호찌민(Ho Chi Minh City), 프놈펜(Phnom Penh), 방콕(Bangkok), 양곤(Yangon), 임팔(Imphal), 다카(Dhaka), 콜카타(Kolkata), 뉴델리(New Delhi), 이슬라마바드(Islamabad), 카불(Kabul), 테헤란(Tehran), 앙카라(Ankara), 이스탄불(Istanbul), 카피쿨레(Kapikule, 터키・종점)
아시안 하이웨이 2호선 ()
덴파사르(Denpasar, 인도네시아・기점), 수라바야(Surabaya), 자카르타(Jakarta), 싱가포르(Singapore), 쿠알라룸푸르(Kuala Lumpur), 방콕(Bangkok), 치앙라이(Chiang Rai), 만달레이(Mandalay), 임팔(Imphal), 다카(Dhaka), 헤타우다(Hetauda), 뉴델리(New Delhi), 라호르(Lahore), 쿠에타(Quetta), 테헤란(Tehran), 코스라위(Khosravi, 이란・종점）
아시안 하이웨이 3호선 ()
울란우데(Ulan-ude, 러시아・기점), 울란바토르(Ulan Bator), 베이징(Beijing), 톈진(Tianjin), 상하이(Shanghai), 창사(Changsha), 쿤밍(Kunming), 치앙라이(Chiang Rai）・캬잉통(Kyaing Tong, 미얀마・종점）
아시안 하이웨이 4호선 ()
노보시비르스크(Novosibirsk, 러시아・기점), 홉드(Hovd), 우루무치(Urumqi), 카쉬(Kashi), 이슬라마바드(Islamabad), 라호르(Lahore), 카라치(Karachi, 파키스탄・종점）
아시안 하이웨이 5호선 ()
상하이(중국・기점), 난징(Nanjing), 시안(Xian), 란저우(Lanzhou), 우루무치(Urumqi), 알마티(Almaty), 비슈케크(Biskek), 타슈켄트(Tashkent), 아슈하바트(Ashkhabad), 투르크멘바시(Turkmenbasi), 바쿠(Baku), 트빌리시(Tbilisi), 이스탄불(Istanbul), 카피쿨레(Kapikule, 터키・종점)
아시안 하이웨이 6호선 ()
부산(Busan, 대한민국・기점), 함흥(Hamhung), 블라디보스토크(Vladivostok), 하얼빈(Harbin), 이르쿠츠크(Irkutsk), 노보시비르스크(Novosibirsk), 옴스크(Omsk), 첼랴빈스크(Chelyabinsk), 모스크바(Moscow), 크라스노예(krasnoe, 러시아・종점)
아시안 하이웨이 7호선 ()
예카테린부르크(Yekaterinburg, 러시아・기점), 첼랴빈스크(Chelyabinsk), 아스타나(Astana), 오시(Osh), 타슈켄트(Tashkend), 두샨베(Dushanbe), 카불(Kabul), 헤라트(Herat), 퀘타(Quetta), 카라치(Karachi, 파키스탄・종점）
아시안 하이웨이 8호선 ()
토르피야놉카(Torfyanovka, 러시아・기점), 상트페테르부르크(Sankt-Peterburg), 모스크바(Moscow), 아스트라한(Astrakhan), 마하치칼라(Makhachikara), 바쿠(Baku), 테헤란(Tehran), 반다르이맘(Bandar Imam Khomeini, 이란・종점）
아시안 하이웨이 9호선 ()
롄윈강시 (기점), 우루무치시, 카자흐스탄, 모스크바, 상트페테르부르크 (종점)

### 지선
인접 소지역으로 연결되는 노선 등 소지역 내 아시아 간선도로 노선과 회원국내에 위치하는 아시아 간선도로 노선을 말한다. 괄호 안에 있는 노선은 괄호 직전에 나타나 있는 장소로부터의 지선을 나타낸 것이며, 밑줄이 그어진 부분은 잠재적인 아시아 간선도로 노선을 나타낸다.
| 노선 번호 | 경로 |
| --------- | --- |
|           | 비에티안 - 반 라오 - 타크헤크 - 세노 - 파크세 - 베운캄 - 트란페앙크레아 - 스텅 트렝 - 크라티 - 프놈펜 - 시하눅빌                                                           |
|           | 나투이 - 우돔사이 - 팩몽 - 루앙 프라방 - 비엔티안 - 타날랭 - 농 카이 - 우돈 타니 - 콘카엔 - 나콘 라차시마 - 힌 콩                                                          |
|           | 우돔사이 - 무앙 느겐 - 후아이 콘 - 우타라디트 - 피차눌로크 - 나크혼 사완                                                                                                   |
|           | 하이 퐁 - 하노이 - 비에트 트리 - 라오 카이 - 헤코우 - 쿤밍 - 루일리 - 무세 - 라시오 - 만달라이                                                                             |
|           | 빈흐 - 카우 트레오 - 케오네아우 - 반 라오 - 타크헥 - 나크혼 파놈 - 우돈 타니                                                                                               |
|           | 동하 - 라오 바오 - 덴사반흐 - 세노 - 사반나크헤트 - 묵다한 - 콘 카엔 - 피챠눌록 - 택                                                                                       |
|           | 하트 야이 - 순가이 콜록 - 란타우 판장 - 코타 바흐루 - 쿠안탄 - 조호르 바흐루 - 조호르 바흐루 코즈웨이                                                                      |
|           | 나크혼 라챠시마 - 카빈 부리 - 라엠 차방 - 촌부리 - 방콕 |
|           | 반다 아체 = 메단 - 테빙팅기 - 두마이 - 페칸바루 - 잠비 - 팔렘방 - 탄중 카랑 - 바카우헤니 - ferry - 메락                                                                    |
|           | 라오악 - 마닐라 - 레가즈피 - 매트녹 - ferry - 알렌 - 타클로반 (- 오르목 - ferry - 세부) - 릴로안 - ferry - 수리가오 - 다바오 (- 카가얀 데 오로) - 제너럴 산토스 - 잠보안가 |

| 노선 번호 | 경로 |
| --------- | --- |
|           | 우수리스크 - 하바로프스크 - 벨라고르스크 - 치타                                                                                     |
|           | 벨로고르스크 - 블라가베쉔스크 - 헤이허 - 하얼빈 - 창춘 - 션양 - 다련                                                                |
|           | 선봉 - 원종 - 취안헤 - 훈춘 - 창춘 - 아르샨 - 눔러그 - 숨베르 - 초이발산 - 온도르하안 - 날라이흐 - 울란바타르 - 울랴스타이 - 호브드 |
|           | 하얼빈 - 통쟝 |
|           | 리안윈강 - 젱조우 - 시안 |

| 노선 번호 | 경로 |
| --------- | --- |
|           | 미얀마 국경 - 텍나프 - 콕스바자르 - 치타공 - 카테흐푸르 - 다카 - 하티캄룰 - 제소르 - 몽글라                                                                                                 |
|           | 란조우 - 시닝 - 골무드 - 르하사 - 장무 - 코다리 - 카트만두 - 나라얀하트 - 파트라이야 - 비르군즈 - 락사울 - 피프라코티 - 무자파르푸르 - 바라우니 - 바르히                                    |
|           | 아그라 - 그왈리오르 - 나그푸르 - 히데라바드 - 방갈로레 - 크리쉬나기리 - 마두라이 - 다누쉬코디 - ferry - 탈라이만나르 - 아누라다푸라 - 담불라 - 쿠루네갈라 (- 칸디) - 콜롬보 - 갈레 - 마타라 |
|           | 담불라 - 트린콘말레에 |
|           | 콜카타 - 카라그푸르 - 발라소레 - 부바네스와르 - 비사크하파트남 - 비자야와다 - 첸나이 - 크리쉬나기리 - 방갈로레                                                                              |
|           | 카라그푸르 - 나그푸르 - 둘레 |
|           | 그왈리오르 - 둘레 - 타네 (- 뭄바이) - 방갈로레 |
|           | 푸엔촐링 - 인도 국경 |
|           | 페샤와르 - 데라 이스마일 칸 - 큐에타 |

| 노선 번호 | 경로 |
| --------- | --- |
|           | 옴스크 - 체를락 - 프니르티쉬스코에 - 파블로다르 - 세미팔리틴스크 - 게오르기에프카 - 타스케스켄 - 우차랄 - 알마티 - 카스켈렌 - 부루바이탈 |
|           | 카쉬 - 투르키트 - 토로우가트 - 나린 - 비쉬케크 - 게오르기에프카 - 코르다이 - 멜케 - 쉼켄트 - 키질오르다 - 아랄스크 - 카라부타크 - 악투빈스크 - 우랄스크 - 카멘카 - 오진키 - 사라토브 - 보리소글레브스크 - 보로네즈 - 쿠르스크 - 크루페츠 - 우크라이나 국경 |
|           | 페크로파블로브스크 - 아르칼리크 - 제즈카즈간 - 키질오르다 - 심켄트 - 지베크 졸리 - 체르니야브카 - 타쉬켄트 - 시르다리아 - 사마르칸트 - 구자르 - 테르메쯔 - 하이라탄 - 마자르 이 샤리프                                                                     |
|           | 사마라 - 쿠를린 - 포고다에보 - 우랄스크 - 아티라우 - 베이네우 - 오아지스 - 누쿠스 - 부하라 - 구자르 |
|           | 바르나울 - 베셀로야르스키 - 크라스니 아울 - 세미파라틴스크 - 파블로다르 - 시데르티 - 아스타나 - 콕쉐타우 - 페트로파블로브스크 |
|           | 카쉬 - 아르카흐탐 - 이르케쉬탐 - 사리 타쉬 (- 오쉬) - 카라믹 - 바흐다트 - 두샨베 - 투르순사데 - 우준 - 테르메즈 |
|           | 중국 국경 - 쿨마 패스 - 코루프 - 쿨라브 - 바흐다트 두샨베 |
|           | 쿨툰 - 바케투 - 바흐티 - 타스켄스켄 - 세미팔리틴스크 - 파블로다르 - 쉬데르티 - 카라간다 - 제즈카즈간 |
|           | 징게 - 알타우샨코우 - 도스틱 - 우차랄 |
|           | 우크라이나 국경 - 도네츠크 - 볼고그라드 - 아스트라한 - 코타에브카 - 아티라우 - 베이네우 - 제틸바이 (- 아크타우) - 베크다쉬 - 투르케멘바쉬 - 세르다르 - 구두롤룸 - 인체 보룬 - 고르간 - 사리 - 셈난 - 담한 - 이야즈드 - 아나르 - 반다르 아바스              |
|           | 딜라람 - 자랑 - 밀락 - 자볼 - 다쉬택 |
|           | 테헤란 - 퀌 - 에스파한 - 쉬라즈 - 부쉐흐르 |
|           | 테젠 - 사라흐스 - 사라크흐스 - 마쉬하드 - 비르란드 - 네흐반단 - 다쉬택 - 자헨단 - 차발하르 |
|           | 폴렉붐리 - 마자르 이 샤리프 - 헤라트 |
|           | 드즈불라레즈 - 바미얀 - 헤라트 - 토우르곤디 - 세르크헤타바트 - 메리 |
|           | 아쉬가바트 - 초브단 패스 - 바즈구람 - 큐참 - 샤브제바르 - 케르만 |
|           | 라르시 - 므츠헤타 - 트빌리시 - 사다흘로 - 바그라타쉔 - 바나드조르 - 아쉬타라크 - 예레반 - 에라스흐 - 사다라크 - 나흐치반 - 줄파 (- 졸파) - 오르두바드 - 아가락 - 메그흐리 - 아그흐반드 - 고라디즈 - 가지 마메드 - 알라트 - 바쿠 - ferry - 아크타우         |
|           | 러시아연방 국경 - 레셀리드제 - 수후미 - 세나키 - 하슈리 - 아할치헤 (- 발레) - 즈다노브 - 바브라 - 굼리 (- 아쿠리크) - 아쉬타락 - 예레반 - 에라스흐 - 고리스 - 카판 - 메그흐리 - 아가락 - 노우르도우쯔 - 졸파 - 이베오클루                                  |
|           | 카자흐 - 우준갈라 - 파라박카르 - 예레반 |
|           | 도구바이아찌트 - 디야르바키르 - 가찌안테프 - 토프라크칼레 (- 이스켄데룬) - 아다나 - 이켈 |
|           | 레파흘예 - 아르누샤 - 메르찌폰 |
|           | 아스칼레 - 베이버르트 - 트라브존 |
|           | 앙카라 - 아피온 - 우삭 - 이즈미르 |

## 아시안 하이웨이 정부간 협정
- 아시안 하이웨이의 공식화와 제도적 기반마련을 위하여 2002년 제58차 ESCAP 총회에서 정부간 협정을 추진하기로 결정하였다.
- 제50차 ESCAP 총회(2004년 4월, 상해)에서 서명후 2005년 7월 4일 발효되었다. 협정에 도로의 분류 및 설계기준을 정하여 회원국이 자국내 노선의 건설 및 개보수시 지켜야할 최소한의 기준과 지침을 제공하고 있다.
- 동 협정에 의거하여 협정의 집행사항을 논의하기 위한 실무그룹이 구성되어 2005년 12월에 1차회의, 2007년 11월에 2차회의, 2009년 9월 등 매 2년마다 실무그룹회의가 개최되고 있다.

## 대한민국의 아시안 하이웨이
대한민국에서는 일본에서 동남아시아, 서아시아를 거쳐 불가리아까지 이어지는 과 부산에서 중국을 거쳐 러시아로 이어지는 이 연결될 예정이다. 현재  노선은 번영로(부산 제1도시고속도로), 경부고속도로를 통해,  노선은 부산광역시도 제61호선, 국도 제7호선을 통해 연결될 예정이다. 또한 한반도의 AH 노선 경로 변경이 요구되면서 신안-목포-서해안고속도로-서울-개성-평양 구간을 으로 편입하고 의 원산-부산 구간을 로 편입하는 안도 구상할 계획에 있으나 일본과 비슷한 사정이 있어 없던 일이 되어버렸다.

## 조선민주주의인민공화국의 아시안 하이웨이
조선민주주의인민공화국의 경우 일본에서 시작하고 있는 과 한국 부산에서 출발하게 되는 이 중간에 각각 관통시킨다. 다만 라선시 선봉구역에서는 몽골의 허브드까지 연장되는 이 간접적으로 관통되며, 과  등은 중국을 건너게 되는 반면, 은 평양-원산간 지선이 따로 존재하며 국경을 건너 러시아로 통과하고 있다.

## 일본의 아시안 하이웨이
유일하게 아시안 하이웨이 1호선()이 일본에 연결된다. 그래서 부산항여객터미널에서 하카타항까지 뉴 카멜리아호를 통해 연결되며, 하카타항에서 후쿠오카 고속 1호 가시 선, 후쿠오카 고속 4호 가스야 선, 규슈 자동차도, 간몬 교, 주고쿠 자동차도, 산요 자동차도, 히로시마 이와키 도로, 메이신 고속도로, 도메이 고속도로, 수도고속도로 3호선 시부야 선, 수도고속도로 도심 환상선을 거쳐 니혼바시까지 연결되는 구간이 유일한 일본의 AH 노선이기도 하다. 다만 일본 정부 당국에서는 AH5, 6, 30을 연결하려고 구상하였으나 여론의 사정으로 연장 사업이 보류되기도 한다.

## 싱가포르의 아시안 하이웨이
인도네시아에서 시작하고 있는 아시안 하이웨이 2호선()과 지선의 보조선인 아시안 하이웨이 143호선() 등 2개의 노선이 싱가포르에 관통된다.

## 필리핀의 아시안 하이웨이
필리핀은 유일하게 팬 필리핀 하이웨이가 아시안 하이웨이 26호선 전체를 이루게 되며, 총 연장 3,517km 전체를 AH26으로 공용하고 있다.

## 인도네시아의 아시안 하이웨이
인도네시아의 경우 아시안 하이웨이 2호선과 아시안 하이웨이 25호선으로 공용하고 있는 트랜스 수마트란 하이웨이 그리고 아시안 하이웨이 150호선의 일부를 이루는 팬보르네오 하이웨이 등이 있다.

## 말레이시아의 아시안 하이웨이
말레이시아에서는 아시안 하이웨이 2호선 외에도 18호선과 140호선대의 4개의 지선 노선, 팬보르네오 하이웨이가 말레이시아에 관통되어 있다.

## 중국의 아시안 하이웨이
중국에는 AH1, 3, 4, 5, 6, 9, 14, 31, 32, 33, 34, 35, 42, 61, 64, 65, 66, 67, 68호선 등이 관통되어 있는 것으로 나와 있다. 그 중에서 전 구간이 롄훠 고속공로로 지정된 아시안 하이웨이 34호선이 있고, 하퉁 고속공로의 일원을 이루고 있는 아시안 하이웨이 33호선도 물론 있다.

## 러시아의 아시안 하이웨이
대한민국 부산광역시에서 시작되는 아시안 하이웨이 6호선 외에도 아시안 하이웨이 30호선, 아시안 하이웨이 60호선 등 여러 노선이 아시안 하이웨이 노선을 전부 이루고 있다. 그래서 구간, 지역 등에 따라 노선이 상이하게 편성되어 있다.

## 참가국
※알파벳 순. 괄호 안의 숫자는, 각국 고속도로의 연장 길이(단위 km, 총연장 141,714 km)
- 아프가니스탄(4,247)
- 아르메니아(958)
- 아제르바이잔(1,442)
- 방글라데시(1,806)
- 부탄(1)
- 캄보디아(1,340)
- 중국(26,699)
- 조선민주주의인민공화국(1,320)
- 조지아(1,154)
- 인도(11,432)
- 인도네시아(4,115)
- 이란(11,218)
- 일본(1,108)
- 카자흐스탄(13,189)
- 키르기스스탄 (1,695)
- 라오스 (2,318)
- 말레이시아(1,595)
- 몽골(4,286)
- 베트남(3,003)
- 네팔(1,321)
- 파키스탄(5,377)
- 필리핀(3,517)
- 대한민국(907)
- 러시아(16,869)
- 싱가포르(19)
- 스리랑카(650)
- 태국(5,101)
- 타지키스탄(1,925)
- 튀르키예(5,254)
- 투르크메니스탄(2,204)
- 우즈베키스탄(2,966)

## 같이 보기
- 아시아 횡단 철도
- 유럽 고속도로
- 팬아메리칸 하이웨이
- 아랍 마슈리크 인터내셔널 로드 네트워크